# جزیره سامرست (نوناووت)
جزیره سامرست (نوناووت) (به انگلیسی: Somerset Island (Nunavut)) یک جزیره در کانادا است که در شمال کانادا واقع شده‌است.

## خصوصیات
جزیره سامرست Uninh نفر جمعیت دارد و ۴۸۹ متر بالاتر از سطح دریا واقع شده‌است.